# Lille
Lille ([lil] anhörenⓘ, niederländisch Rijsel [rɛɪsəl],) ist eine nordfranzösische Großstadt nahe der Grenze zu Belgien. Lille ist Präfektur des Départements Nord und Hauptstadt der Region Hauts-de-France. Sie trägt den Beinamen „Hauptstadt von Flandern“ und ist mit 238.695 Einwohnern (Stand 1. Januar 2022) – neben Roubaix, Tourcoing und Villeneuve-d’Ascq – die Kernstadt des Gemeindeverbandes Métropole Européenne de Lille, der sich aus 85 Gemeinden zusammensetzt und 1,1 Millionen Einwohner zählt.
Als größte Stadt bildet Lille zusammen mit den benachbarten Städten in Belgien (Mouscron, Kortrijk, Tournai und Menen) ein großflächiges Ballungsgebiet und von Januar 2008 an den ersten Europäischen Verbund für territoriale Zusammenarbeit, im Eurodistrikt Lille-Kortrijk-Tournai, mit insgesamt zwei Millionen Einwohnern. Mit den Städten des ehemaligen Nordfranzösischen Kohlereviers gehört sie außerdem zur 3,5 Millionen Einwohner zählenden Metropolregion „Aire métropolitaine de Lille“.

## Geographie

### Lage

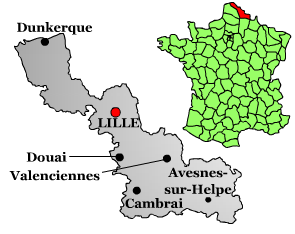
Lage der Stadt Lille innerhalb Frankreichs und des Départements Nord

Lille liegt im Norden von Frankreich, im Zentrum des Département Nord und nahe der Grenze zu Belgien, 20 Kilometer entfernt von der Region Flandern im Norden und der Wallonie im Osten.
Lille liegt am Knotenpunkt vieler großer europäischer Fernstraßen (siehe unten) und einiger Eisenbahnstrecken, die in Ost-West-Richtung zwischen Deutschland, Luxemburg, Belgien und Großbritannien, sowie in Nord-Süd-Richtung zwischen den Niederlanden, Belgien, Frankreich und Spanien verlaufen.
Nächstgelegene Großstadt ist Roubaix, etwa zehn Kilometer nordöstlich. Die Entfernung zur Hafenstadt Dünkirchen an der Nordsee beträgt 80 Kilometer. Die europäischen Hauptstädte Brüssel, Paris und London liegen 110, 205 bzw. 242 Kilometer entfernt.
Vor dem Ende des Weströmischen Reiches ließen sich Mitte des vierten Jahrhunderts nördlich der Linie Boulogne-sur-Mer – Köln Germanen nieder, was zur Verschiebung der Sprachgrenze südlich von Lille führte. Als Folge wurden viele Ortsnamen mit dem Toponym hem gebildet, wie z. B. Wazemmes, Vauban Esquermes oder Hellemmes (=Lille). Trotzdem gehörten Lille und Umgebung im Gegensatz zu Dünkirchen oder Bailleul der historischen Region Romanisch-Flandern an, die als ehemaliges Territorium der Grafschaft Flandern nicht zum westflämischen Sprachraum gezählt hat. Während der Gründung der Stadt Lille im elften Jahrhundert verschob sich die Sprachgrenze in den Westen der Stadt. Folglich war Lille, entgegen einer weitverbreiteten Auffassung, nie eine flämischsprachige, sondern immer eine romanische Stadt.

### Topographie und Geologie

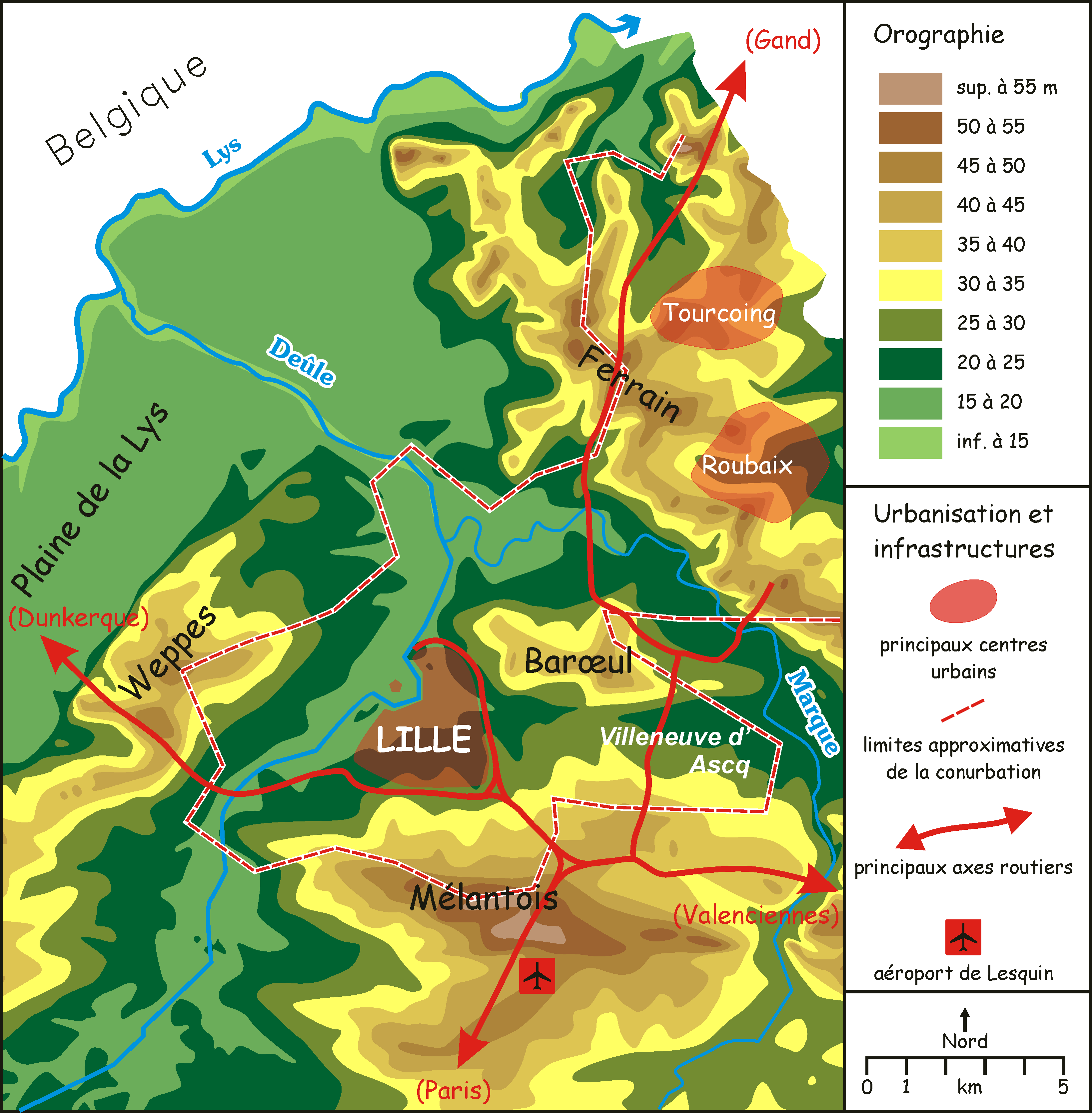
Topographie der Stadt Lille

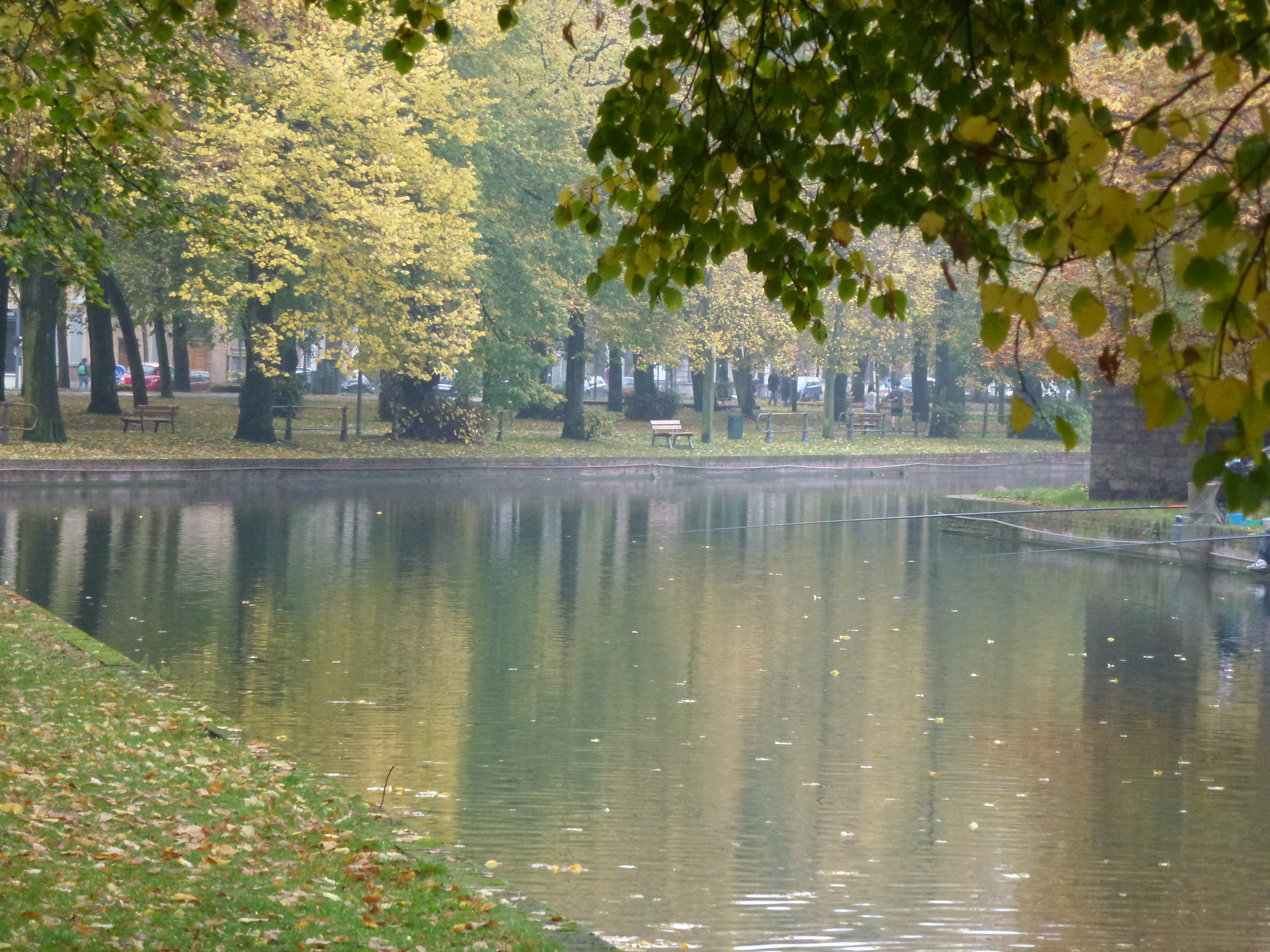
Der kanalisierte Fluss Deûle umfließt die Zitadelle von Lille.

Die Stadt Lille befindet sich auf einer Höhe von circa 20 m in einer Ausbuchtung des Deûle-Tals. An dieser Stelle tauchen die letzten, senonischen und turonischen Kreide-Aufschlüsse des Mélantois-Naturraums unter die Hügellandschaften der Weppes im Westen und des Barœul im Norden, die sich im landenischen Sand und ypresischen Ton gebildet haben. Die junge Sedimentdecke aus dem Pleistozän ist überall – entweder in Form von Löss auf Abhängen oder als Alluvialboden in den Talsohlen – anzutreffen.
Die Wasserarme der Deûle verlaufen heute größtenteils unterirdisch durch die Stadt. Beschifft seit der gallo-römischen Epoche, durchfließt der in neuerer Zeit auf weiten Strecken als Kanal ausgebaute Fluss die Stadt im Südwesten, um weiter nördlich in die dort ebenfalls kanalisierte Leie (französisch Lys) zu münden, die wiederum in die Schelde mündet.

### Nachbargemeinden
Lille bildet das Zentrum des Gemeindeverbandes Métropole Européenne de Lille, zu dem auch alle angrenzenden Gemeinden gehören. Bis auf die größtenteils ländlich geprägten Gemeinden Ennetières-en-Weppes, Capinghem, Prémesques, Pérenchies und Lompret im Westen liegen alle anderen umliegenden Gemeinden im zusammenhängenden Siedlungsraum der Stadt. Die größten davon sind Villeneuve-d’Ascq im Osten mit 61.000 und Marcq-en-Barœul im Nordosten mit 39.000 Einwohnern. Weitere größere Gemeinden mit über 10.000 Einwohnern konzentrieren sich im Norden (Lambersart, La Madeleine, Saint-André-lez-Lille, Mons-en-Barœul) und im Süden (Loos-lez-Lille, Wattignies, Faches-Thumesnil, Ronchin).

## Klima
|                       | Jan  | Feb  | Mär  | Apr  | Mai  | Jun  | Jul  | Aug  | Sep  | Okt  | Nov  | Dez  |   |       |
| Mittl. Tagesmax. (°C) | 5,7  | 6,7  | 10,1 | 13,1 | 17,5 | 20,0 | 22,7 | 23,1 | 19,4 | 14,7 | 9,3  | 6,6  | ⌀ | 14,1  |
| Mittl. Tagesmin. (°C) | 1,0  | 1,0  | 3,1  | 4,7  | 8,4  | 11,0 | 13,1 | 12,9 | 10,7 | 7,4  | 3,8  | 2,1  | ⌀ | 6,6   |
|                       |      |      |      |      |      |      |      |      |      |      |      |      |   |       |
| Niederschlag (mm)     | 57,0 | 43,6 | 57,5 | 50,4 | 62,5 | 68,1 | 61,2 | 52,8 | 63,6 | 66,8 | 71,5 | 68,1 | Σ | 723,1 |
|                       |      |      |      |      |      |      |      |      |      |      |      |      |   |       |
| Sonnenstunden (h/d)   | 1,7  | 2,9  | 3,7  | 5,4  | 6,4  | 6,9  | 6,6  | 6,5  | 5,1  | 3,7  | 2,2  | 1,5  | ⌀ | 4,4   |
|                       |      |      |      |      |      |      |      |      |      |      |      |      |   |       |
| Regentage (d)         | 12,0 | 9,0  | 11,7 | 10,4 | 10,5 | 10,5 | 9,4  | 8,3  | 10,0 | 10,4 | 12,3 | 11,7 | Σ | 126,2 |
|                       |      |      |      |      |      |      |      |      |      |      |      |      |   |       |
| Luftfeuchtigkeit (%)  | 88   | 85   | 82   | 79   | 78   | 79   | 78   | 78   | 83   | 87   | 89   | 90   | ⌀ | 83    |

| 1,0 |

| 1,0 |

| 3,1 |

| 4,7 |

| 8,4 |

| 11,0 |

| 13,1 |

| 12,9 |

| 10,7 |

| 7,4 |

| 3,8 |

| 2,1 |

| 1,0 |

| 1,0 |

| 3,1 |

| 4,7 |

| 8,4 |

| 11,0 |

| 13,1 |

| 12,9 |

| 10,7 |

| 7,4 |

| 3,8 |

| 2,1 |

## Bevölkerung
Die Stadt Lille zählt mit den Gemeinden Lomme und Hellemmes, die in den letzten Jahren in die Stadt eingemeindet wurden, 238.695 Einwohner (Stand 1. Januar 2022). Im Ballungsgebiet um Lille, zu dem unter anderem seine Nachbarstädte Roubaix und Tourcoing und die 1970 gegründete Trabantenstadt Villeneuve-d’Ascq gehören, leben mehr als 1,1 Millionen (1999) Einwohner. Diese Metropolregion, die Métropole Européenne de Lille, ist von den Einwohnerzahlen her gesehen das viertgrößte Ballungsgebiet nach Paris, Lyon und Marseille und steht bezüglich der Einwohnerdichte in Frankreich an zweiter Stelle.
Lille ist die Stadt mit dem höchsten Bevölkerungsanteil an Studenten, je nach Zählweise sind es zwischen 90.000 und 110.000 an der Université Lille Nord de France.
| Jahr                       | 1962    | 1968    | 1975    | 1982    | 1990    | 1999    | 2011    | 2020    |
| -------------------------- | ------- | ------- | ------- | ------- | ------- | ------- | ------- | ------- |
| Einwohner                  | 193.096 | 190.546 | 172.280 | 168.424 | 172.142 | 212.566 | 227.533 | 236.234 |
| Quellen: Cassini und INSEE |         |         |         |         |         |         |         |         |

## Geschichte

### Überblick
Der ursprünglich L’Isle „die Insel“ geschriebene Name leitet sich, wie auch der niederländische Name Rijsel (von ter Yssel, ter IJssel „zur Insel“; in älterer Orthographie Ryssel geschrieben), von ihrer ursprünglichen Lage auf einer Sumpfinsel im Tal der Deûle ab, wo sie gegründet wurde.
Lille und Umgebung gehörten zu der historischen Region Französisch-Flandern, dem ehemaligen Territorium der Grafschaft Flandern, das sich seit dem 12. Jahrhundert außerhalb des westflämischen Sprachraums befand. Die Stadt lag im frühen Mittelalter noch an der Sprachgrenze zwischen Niederländisch und Französisch. Vom Mittelalter bis zur Französischen Revolution erlebte Lille als Garnisonsstadt eine wechselvolle Geschichte. Bekannt als meistbelagerte Stadt Frankreichs gehörte sie nacheinander zur Grafschaft Flandern, zum Königreich Frankreich, zum Haus Burgund, zum Heiligen Römischen Reich Deutscher Nation und zu den Spanischen Niederlanden, bevor sie am Ende des spanischen Erbfolgekrieges wieder an Frankreich fiel. Sie wurde 1792 während des ersten Koalitionskrieges zwischen Frankreich und Österreich noch einmal belagert und während der Besatzungszeit in den beiden Weltkriegen des zwanzigsten Jahrhunderts jeweils schwer mitgenommen.
Seit ihrer Entstehung war Lille eine Handelsstadt und vom 16. Jahrhundert an auch gewerbetreibend. Die Industrielle Revolution formte aus ihr eine große Industriestadt, bei der sich vor allem Textil- und Maschinenbauindustrie ansiedelten. Ihr Niedergang in den 1960er Jahren zog eine lange Krisenzeit nach sich. Erst die Umstellung der Wirtschaft auf Dienstleistungen und die Sanierung heruntergekommener Stadtviertel in den 1990er Jahren führten zu einem Wandel des Stadtbildes. Wichtige Stationen auf ihrem Weg zur Neugestaltung markieren der Bau des neuen Geschäftsviertels Euralille ab 1988, die Durchfahrt des TGV 1993 und des Eurostar 1994, die Entwicklung zu einem Universitätsstandort mit 67.000 Studenten (Stand: 2020) sowie die Einstufung als Stadt der Kunst und Geschichte und Kulturhauptstadt Europas als Folge des Kulturprojektes Lille 2004.

### Mittelalter
Erstmals erwähnt wurde Lille im Jahre 1054, auch wenn eine lokale Legende (um Lydéric und den Riesen Phinaert) die Gründung auf das Jahr 640 verlegt.
1214 fand bei Bouvines, unmittelbar vor den Toren Lilles, die entscheidende Schlacht zwischen den Staufern und Kapetingern auf der einen und den Welfen auf der anderen Seite statt, die der französische König Philipp II. August für sich entscheiden konnte.

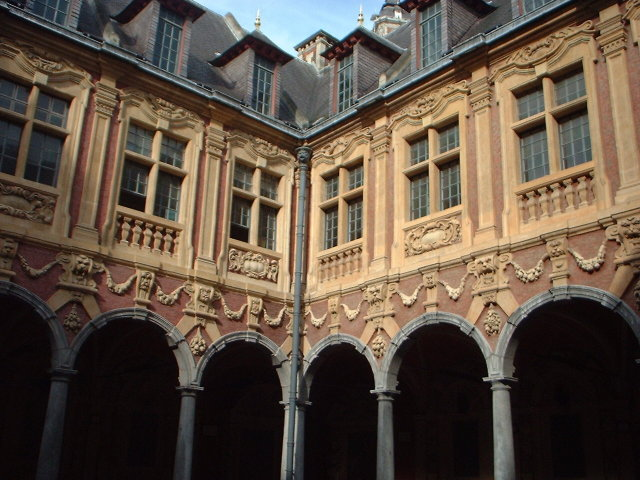
Innenhof der Alten Börse (vieille bourse)

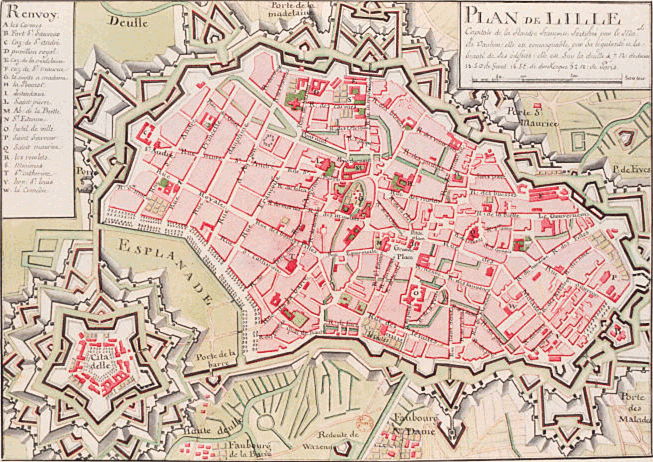
Plan der Stadt und Zitadelle nach der Befestigung durch Vauban

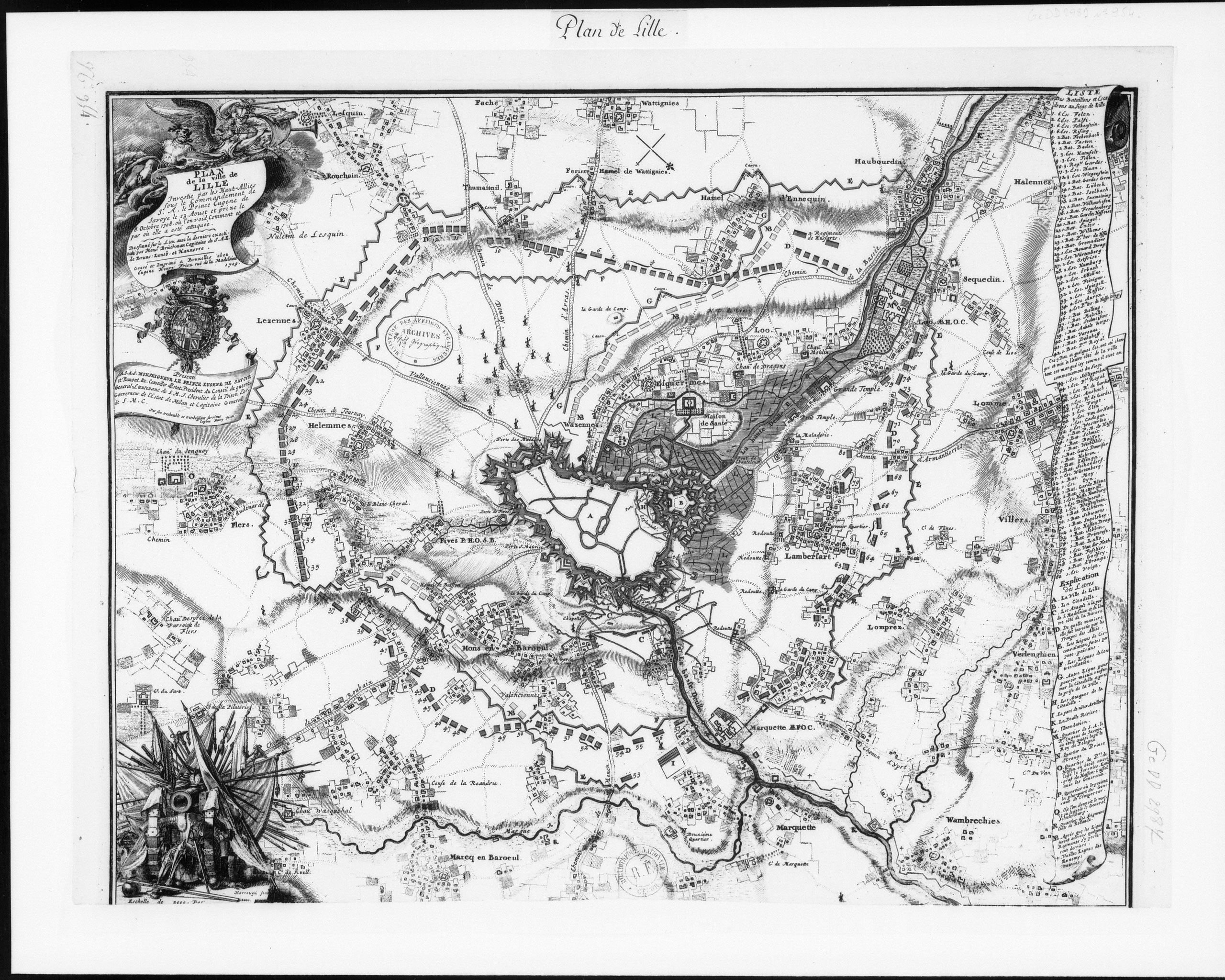
Karte der Stadt und Festung aus dem Jahre 1708

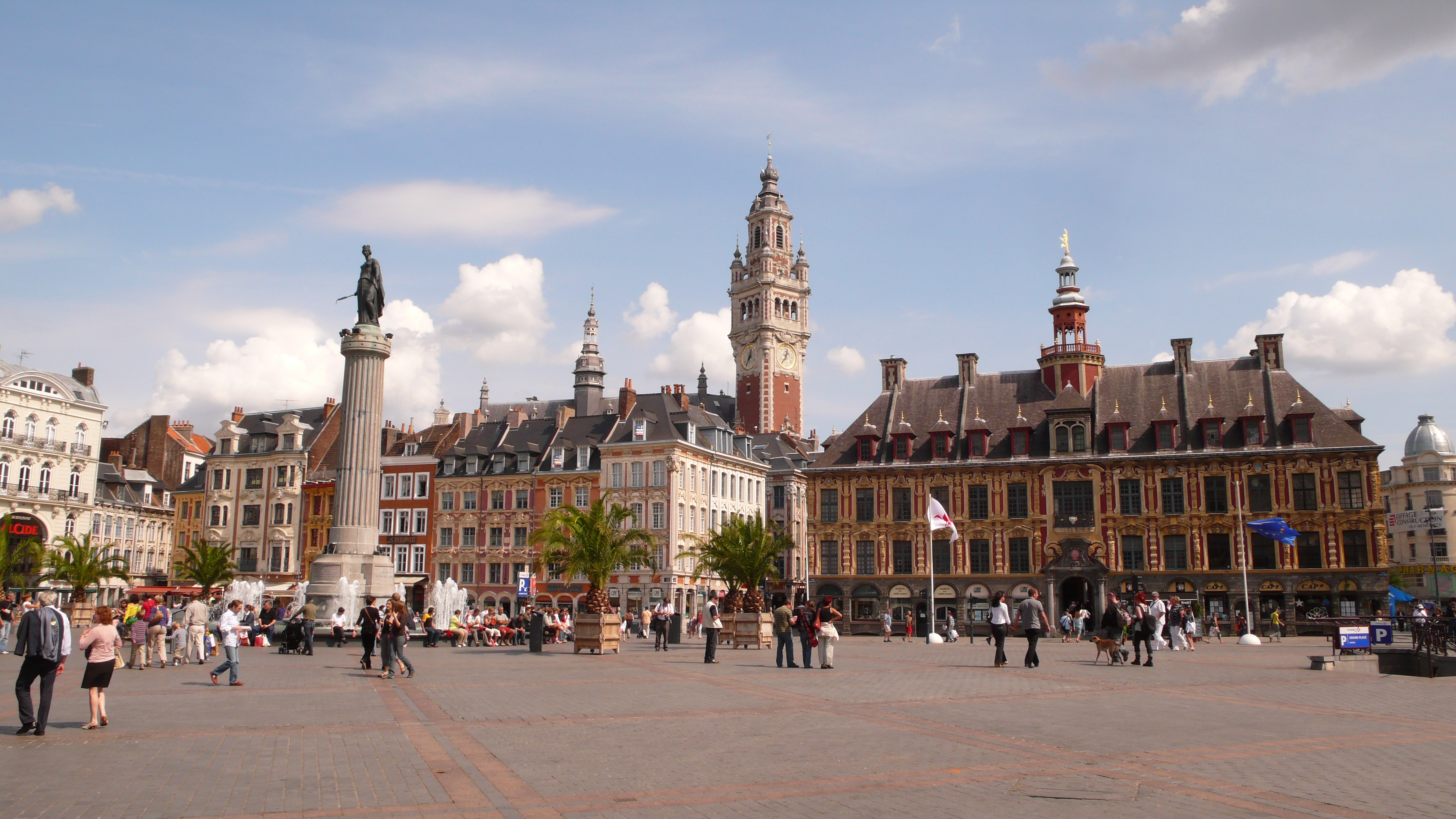
Place du Général de Gaulle

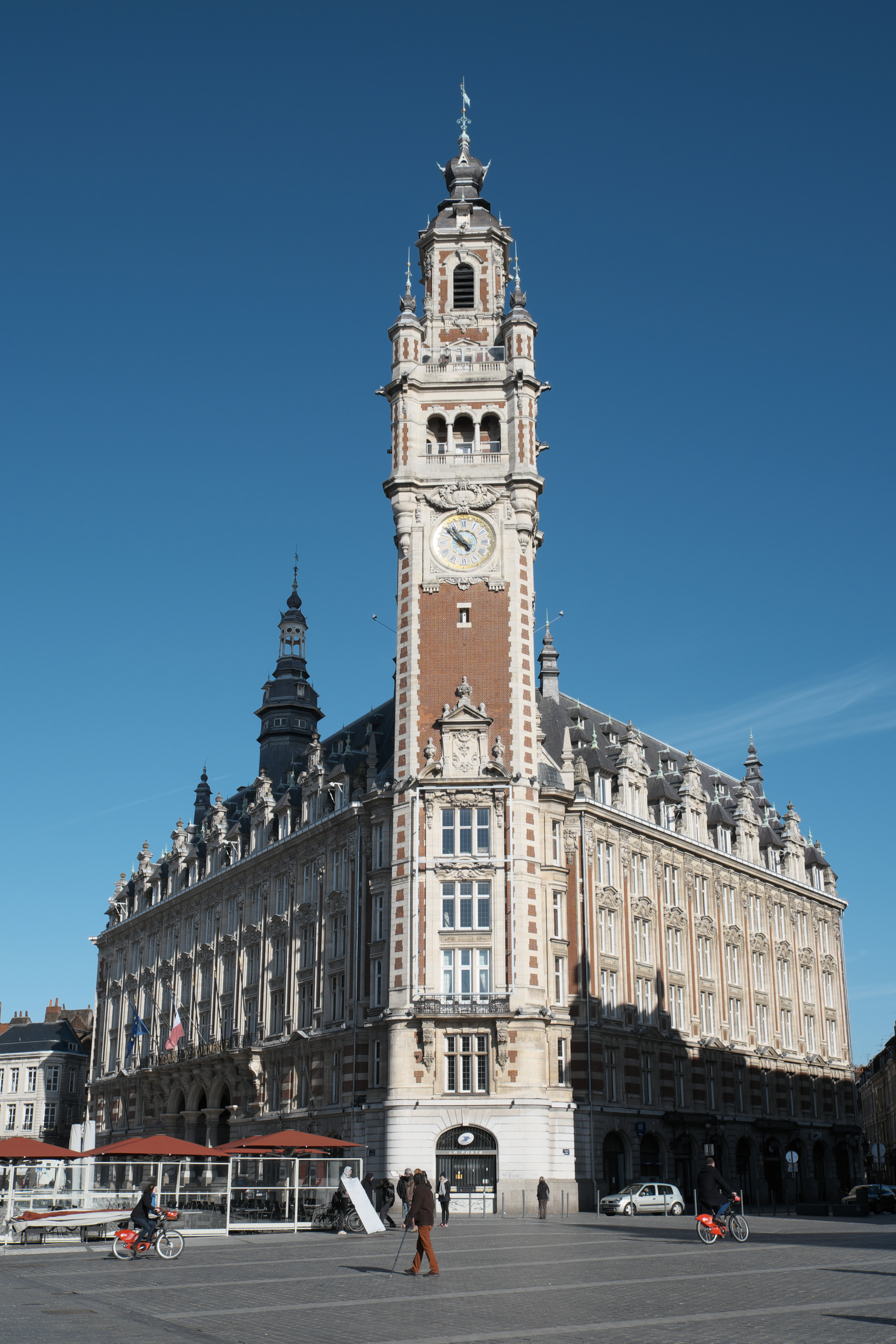
Handelskammer mit Belfried (chambre de commerce)

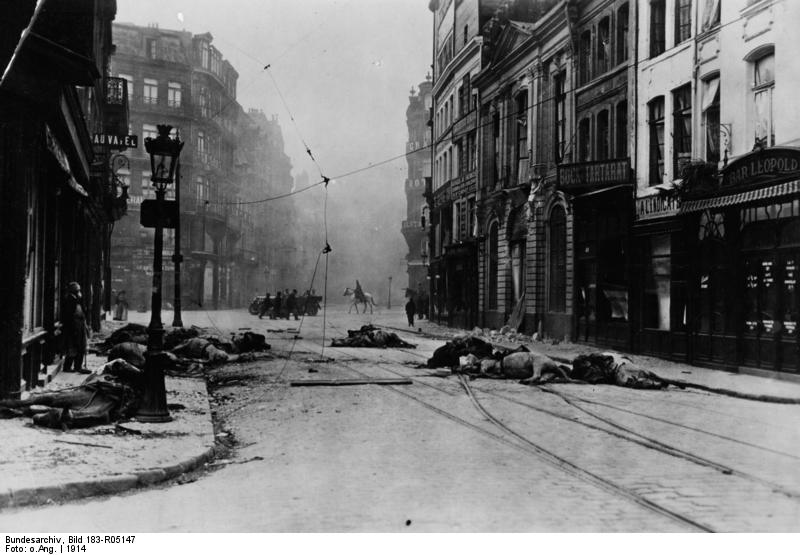
Straße in Lille 1914 nach Kämpfen

Lille gehörte seit Beginn zum französischsprechenden Teil der Grafschaft Flandern, die durch das Tuchmachergewerbe eine der wohlhabendsten Landschaften Europas war. 1235 erließ Gräfin Johanna von Flandern eine Charta für Lille, wonach der Bürgermeister der Stadt vom Landesherrn zu bestimmen war. Auf Johanna ist auch die Gründung des heute nach ihr benannten Hospizes 1236 zurückzuführen. 1304 kam Flandern unter die direkte Verwaltung Frankreichs, fiel aber 1384 an das Haus Burgund, das die Stadt neben Brüssel und Dijon zu einer seiner drei Residenzstädte machte.
1425 hatte Lille etwa 25.000 Einwohner. Nach dem Erlöschen der burgundischen Dynastie in männlicher Linie gehörte die Stadt seit 1477 zum habsburgischen Machtbereich.

### Frühe Neuzeit
1555 wurde Lille Teil der Spanischen Niederlande. 1542 erschienen in der Stadt die ersten calvinistischen Protestanten, gegen die die Spanier ab 1560 gewaltsam vorgingen. Während des Devolutionskrieges begannen Truppen des französischen Königs Ludwig XIV. am 28. August 1667 mit der Belagerung von Lille, bis die Garnison unter Philippe Charles Spinola de Bruay am 25. September desselben Jahres kapitulierte. Im Frieden von Aachen 1668 wurde die Zugehörigkeit Lilles zu Frankreich anerkannt.
In der Folgezeit wurden die Befestigungsanlagen der Stadt durch den französischen Ingenieur Sébastien Le Prestre de Vauban verbessert. Vauban ließ die pentagonale Zitadelle von Lille erbauen, die als eine der stärksten in Europa galt. Außerdem entstanden die neuen Stadtviertel (Vororte) Saint-André und La Madeleine. Im Spanischen Erbfolgekrieg zwischen Frankreich und einem Bündnis aus österreichischen Habsburgern, Großbritannien und den Vereinigten Provinzen der Niederlande war Lille erneut umkämpft. Im Jahr 1708 wurde Lille belagert und von Truppen der Allianz die Stadt eingenommen. Die Festung wurde von 15.000 französischen Soldaten unter Marschall de Boufflers gehalten, musste sich aber nach fünf Monaten ergeben. Im Frieden von Utrecht 1713 behielt Frankreich Lille.

### Französische Revolution und 19. Jahrhundert
Im Verlauf der Französischen Revolution (ab 1789) erhielt Lille die erste gewählte Stadtverwaltung. Ein Angriff der Österreicher konnte 1792 zurückgeschlagen werden. 1804 wurde Lille Sitz der Verwaltung des Département Nord, 1846 bekam die Stadt einen Eisenbahnanschluss. Durch die Industrialisierung, die in dieser Region sowohl durch eine Mechanisierung des Textilgewerbes als auch durch einen zunehmenden Kohlebergbau gekennzeichnet war, wuchs die Stadt weiter an; im Jahr 1858 wurden daher die Orte Fives, Wazemmes, Moulins und Esquermes eingemeindet, sodass Lille 1872 bereits 158.000 Einwohner zählte.
Im Jahr 1866 gab es von Mai bis November eine Choleraepidemie, an der 6819 Menschen in der Stadt starben.
Durch die Industrialisierung erstarkte auch die Arbeiterbewegung. Lille wählte 1896 als zweite Stadt Frankreichs (nach dem benachbarten Roubaix) einen sozialistischen Bürgermeister. In jener Zeit gab es in Lille rund 20 Spinnereien mit insgesamt mehr als 15.000 Arbeitern, die Webindustrie beschäftigte 5.000 Personen, und die Konfektion nahm den ersten Rang innerhalb Frankreichs ein. Neben dieser Vorrangstellung der Textilindustrie beschäftigte die metallverarbeitende Industrie ebenfalls 15.000 Arbeiter. Die chemische Industrie begann sich zu entwickeln. Die Lebensbedingungen des größten Teils der Bevölkerung waren jedoch erbärmlich: Im Jahr 1900 starben rund 30 % der Kinder, was die höchste Kindersterblichkeit in Frankreich war.

### Erster Weltkrieg
Im Ersten Weltkrieg wurde der Festungsgürtel um Lille nicht genutzt.
Man erklärte die Regionalhauptstadt am 1. August 1914 zur offenen Stadt. Die französische Armee verzichtete darauf, eine Stadt mit veralteten und seit 1910 deklassierten Festungsanlagen zu verteidigen. Deutsche und französische Soldaten zogen hier nacheinander durch, ohne dass es zu irgendwelchen Kampfhandlungen kam.
Die Festung Maubeuge – 88 km südöstlich von Lille – wurde von den deutschen Einheiten ab dem 28. August 1914 belagert, mit Artillerie beschossen und so zerstört, dass der Kommandant am 7. September kapitulierte. Die um 1890 aufkommenden Brisanzgranaten waren sehr viel stärker als die davor verwendete Munition. Der Fall von Maubeuge zeigte, dass die Nichtverteidigung von Lille eine richtige Entscheidung war.
Am 3. Oktober 1914 entschlossen die Franzosen sich dann aber doch zur Verteidigung von Lille. Daraufhin belagerten deutsche Truppen die Stadt und beschossen sie – insbesondere um das Bahnhofsviertel herum – so stark, dass sie am 13. Oktober kapitulierte. Die Bahnhofshalle von Lille wurde demontiert, in Speyer aufgebaut und für die Flugzeugproduktion der Pfalz-Flugzeugwerke genutzt.
Die noch intakten Festungen wie das Fort von Seclin dienten den Besatzern als Kasernen oder Munitionsdepots. Der zeitweise in der Gegend stationierte Jagdflieger Max Immelmann erhielt von seinen Gegnern den Beinamen Adler von Lille.
Im Juli 1915 nahmen die Deutschen 30 Geiseln, die in der Zitadelle inhaftiert wurden, und 131 weitere, die sie nach Deutschland deportierten. Zuvor hatten sich die Bürger von Lille geweigert, für die Besatzungsarmee zu arbeiten. Im November 1916 wurden weitere 300 Zivilisten – darunter auch der Bürgermeister Delory – in ein Lager gebracht. Damit wollten die Deutschen den Willen der Bevölkerung beugen und die Freilassung ihrer Geiseln von der französischen Regierung erzwingen.
Am 11. Januar 1916 nachts um 3:30 Uhr wurde Lille von einer heftigen Explosion erschüttert. Die Bastion 18 Ponts war in die Luft geflogen, vermutlich durch Selbstentzündung von minderwertigem Sprengstoff. Der Krater war 30 m tief und hatte einen Durchmesser von 150 m. Fensterscheiben im Umkreis von Dutzenden Kilometern gingen zu Bruch.
Am 23. und 24. April 1916 brannte das Rathaus von Lille ohne erkennbaren Grund nieder. Dabei wurden auch weite Teile der Stadtbibliothek mit ihren damals rund 185.000 Bänden (darunter 1800 Handschriften und 300 Inkunabeln) vernichtet.
Lille war bis Oktober 1918 deutsch besetzt. Britische Truppen des Generals Birdwood befreite die Stadt schließlich, Birdwood erhielt später die Ehrenbürgerwürde von Lille.
1932 wurde ein an anderer Stelle neugebautes Rathaus eingeweiht.

### Zweiter Weltkrieg und Nachkriegszeit
Die Wehrmacht begann am 10. Mai 1940 den Westfeldzug. Von den Beneluxstaaten kapitulierten am 14. Mai 1940 die Niederlande und Belgien am 28. Mai. Deutsche Truppen marschierten am 29. Mai 1940 in Lille ein. Am selben Tag kapitulierte im Kessel von Lille der größte Teil der französischen 1. Armee.
Lille wurde in der Folge (wie das gesamte Département Nord) der Militärverwaltung in Belgien und Nordfrankreich unterstellt. Am 2. September 1944 befreiten anglo-kanadische Truppen die Stadt. Am 13. Mai 1945 gewann die sozialistische SFIO den zweiten Wahlgang für die Stadtregierung.
Mit der beginnenden Krise der Schwerindustrie (siehe auch Stahlkrise) in den 1960er Jahren wandte sich Lille zunehmend dem Dienstleistungssektor zu (Strukturwandel).

## Politik

### Wappen
Beschreibung: In Rot eine silberne Lilie.

### Bürgermeister
Bürgermeisterin von Lille ist seit 2001 Martine Aubry (PS). Sie wurde Nachfolgerin von Pierre Mauroy, der fast 30 Jahre als Bürgermeister amtierte und zeitweise auch Premierminister Frankreichs war.

### Städtepartnerschaften
Lille unterhält Städtepartnerschaften mit folgenden Städten:
| - Buffalo, Vereinigte Staaten, seit 1989 - Charkiw, Ukraine - Erfurt, Deutschland, seit 1988 - Esch an der Alzette, Luxemburg, seit 1958 - Köln, Deutschland, seit 1958 - Leeds, Vereinigtes Königreich, seit 1968 - Lüttich, Belgien, seit 1958 - Nablus, Palästinensische Autonomiegebiete, seit 1998 | - Oujda, Marokko, seit 2005 - Rotterdam, Niederlande, seit 1958 - Safed, Israel, seit 1988 - Saint-Louis, Senegal, seit 1978 - Shanghai, Volksrepublik China für das China-Kulturjahr in Frankreich - Turin, Italien, seit 1958 - Valladolid, Spanien, seit 1978 |

## Kultur und Sehenswürdigkeiten (Auswahl)

### Überblick
Lille war 2004 zusammen mit Genua Kulturhauptstadt Europas.
Seit 1976 besteht das Orchestre national de Lille.
2020 war Lille Welthauptstadt des Designs. Der Titel wurde durch die Nichtregierungsorganisation World Design Organization (WDO), der mehr als 150 Mitgliedsorganisationen angehören, verliehen. Vom 9. September bis zum 15. November 2020 präsentierte Lille eine Ausstellungs- und Projektreihe, die Design im Zusammenhang mit Klimawandel und der Corona-Pandemie als beschleunigende Faktoren des gesellschaftlichen, wirtschaftlichen und ökologischen Wandels beleuchtet. Die Ausstellung La manufacture: a labour of love zeigte Arbeiten junger Designer mit neu erfundenen organischen Materialien.

### Museen
- Musée Charles de Gaulle

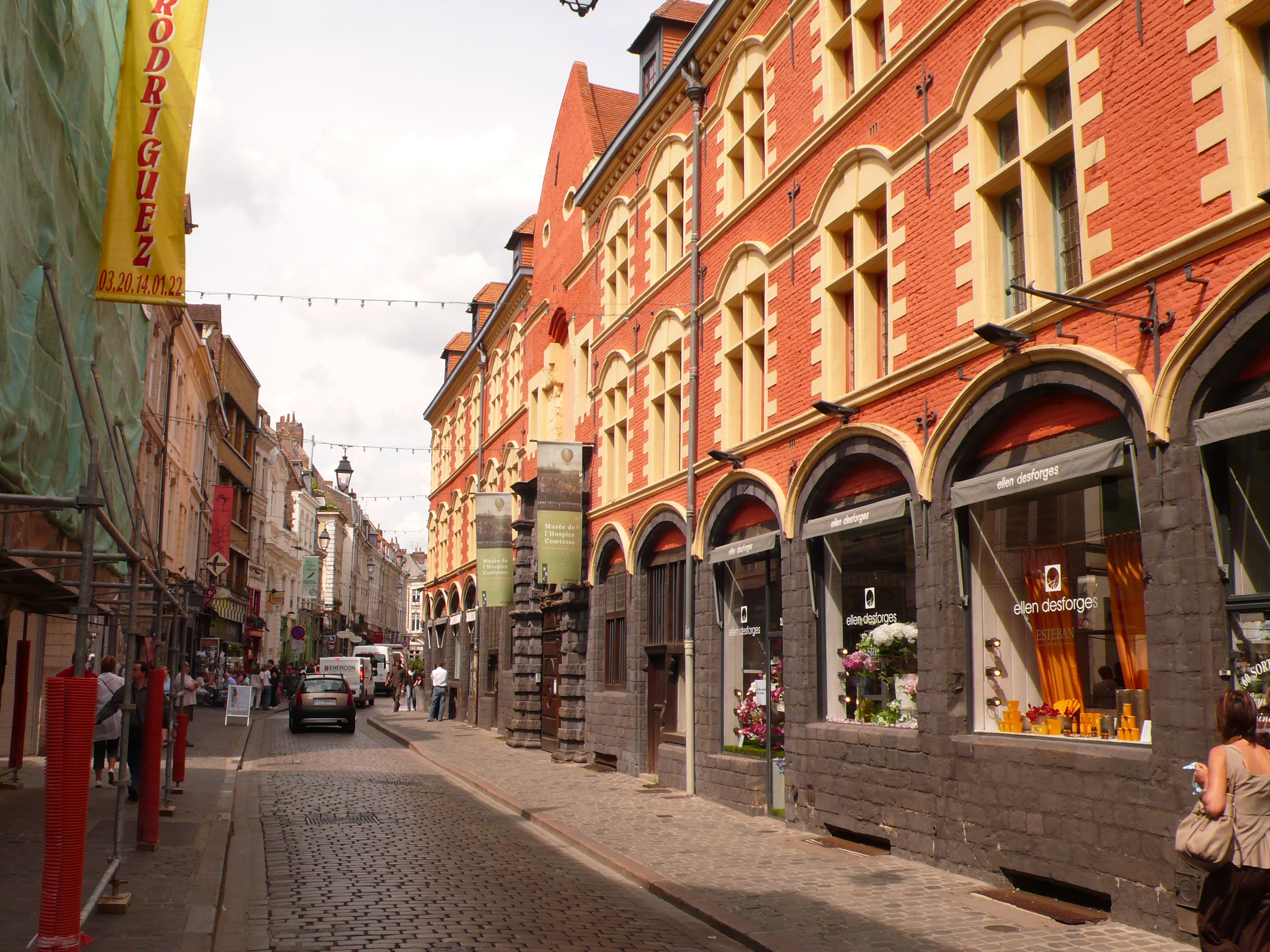
Lille, Musée de l’Hospice Comtesse

- Musée d’Arts Populaires de Lille-Sud
- Musée de l’Hospice Comtesse
- Musée de l’Institut Pasteur
- Palais des Beaux-Arts de Lille
- Musée des Cannoniers Sédentaires
- Musée d’Histoire Naturelle et de Géologie
- Musée Diocésan d’Art Religieux
- Musée Industrial et d’Ethnologie
- Palais Rihour

### Weitere Bauwerke
Siehe auch: Liste der Monuments historiques in Lille
- Bahnhof Lille-Flandres
- Kathedrale Notre Dame de la Treille
- Palais Rihour von 1453
- Zitadelle von Lille (Festung), erbaut von 1667 bis 1673, Architekt de Vauban, Bauherr Ludwig XIV., 5-eckiger Grundriss.
- Synagoge (Monument historique)
- Tour de Lille
- Kirche St-Maurice
- Kirche St-Étienne
- Kirche Ste-Catherine
- Kirche St-André

### Parks und Grünflächen

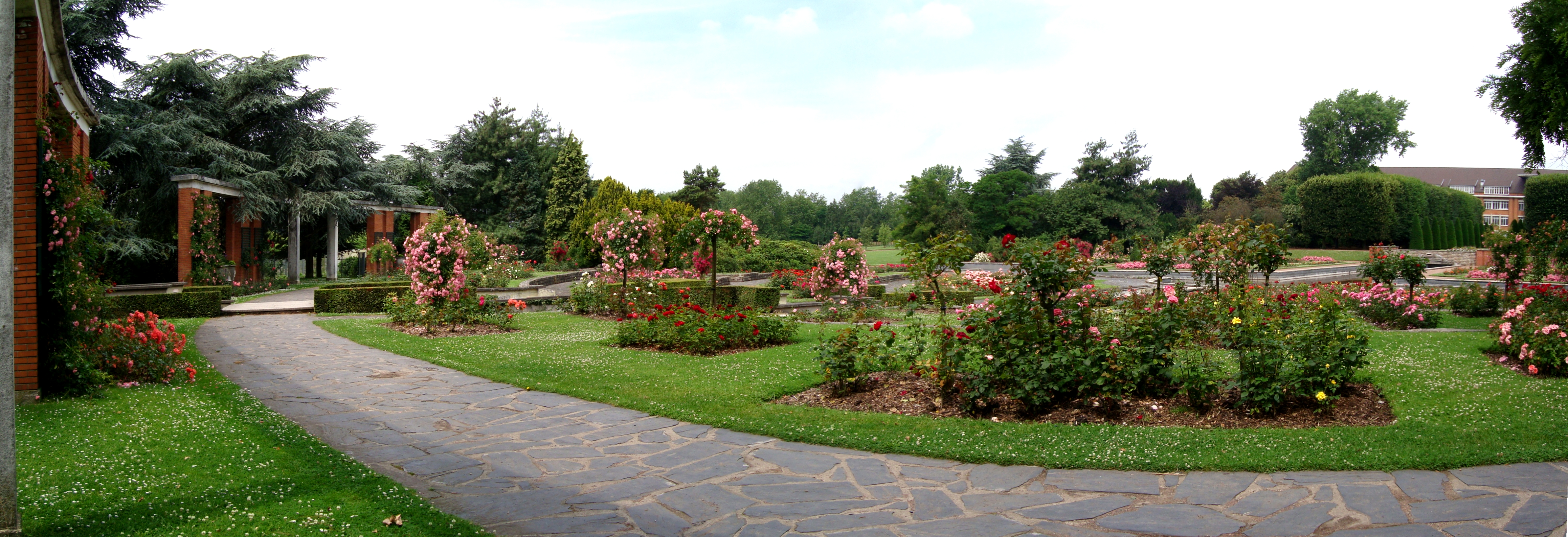
Lille jardin plantes roses

Um die Zitadelle liegt eine über 100 ha große Grünanlage, der sich südlich der Parc Vauban anschließt. In der Grünanlage sind unter anderem ein Vergnügungspark für Kinder und ein Zoo untergebracht. Des Weiteren beherbergt Lille einen botanischen Garten (Jardin des plantes) und mit dem Parc Jean-Baptiste Lebas, dem Parc Henri Matisse sowie dem Jardin des Géants einige kleinere Parkanlagen. In der direkten Umgebung von Lille befinden sich mit dem Parc Barbieux in Roubaix und dem Parc du Héron in Villeneuve-d’Ascq, zu dem auch mehrere Museen gehören, noch größere Grünbereiche.

### Regelmäßige Veranstaltungen
Jedes erste Wochenende im September findet die Braderie von Lille statt, der größte Trödelmarkt in Europa mit circa 2 Millionen Besuchern.
Seit 2002 findet zudem jeden Sommer das Klassik-Festival Clef de Soleil statt.

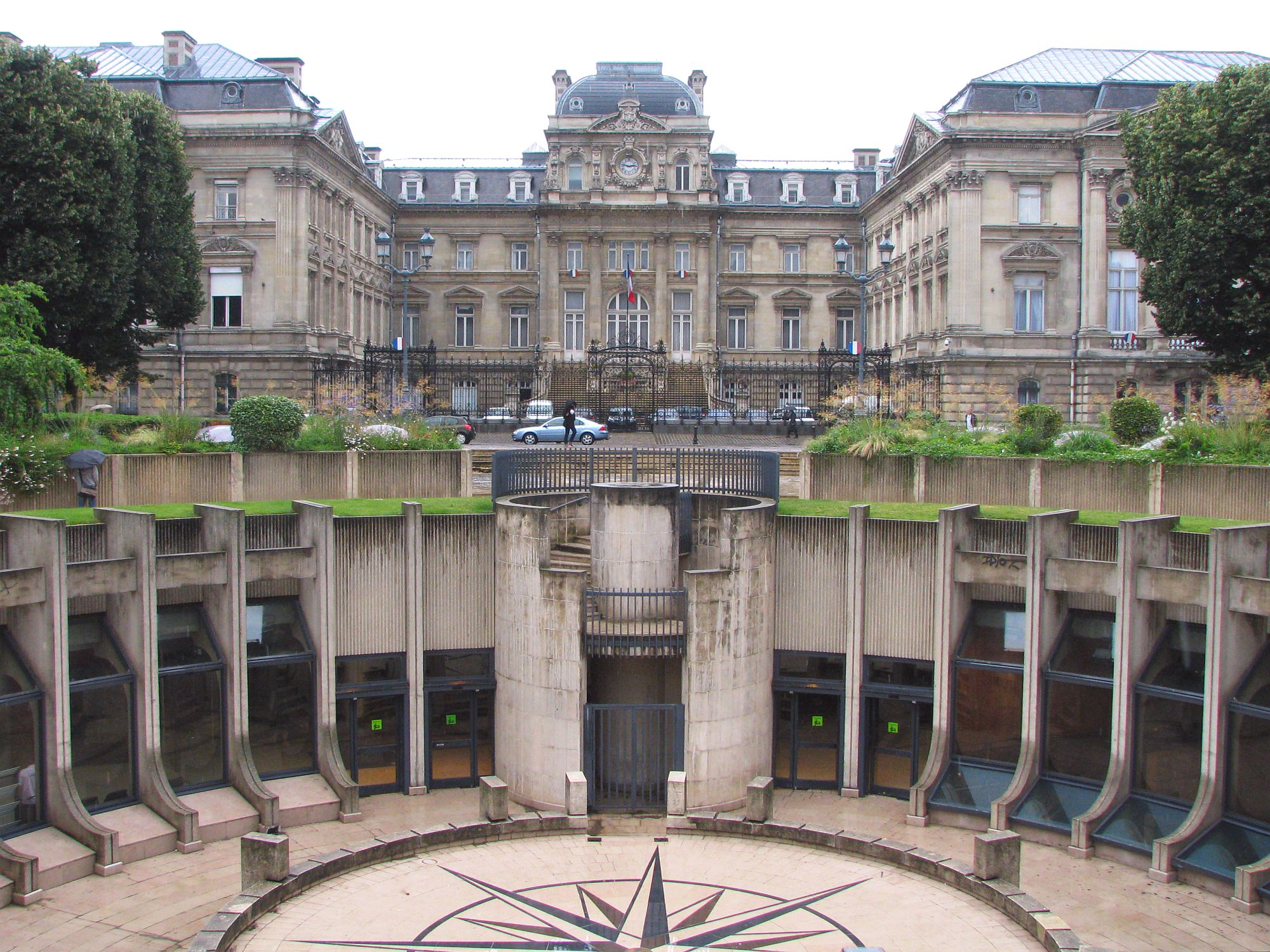
Metro Station + La Préfecture du Nord (Place de la Republique – Photo 2011)

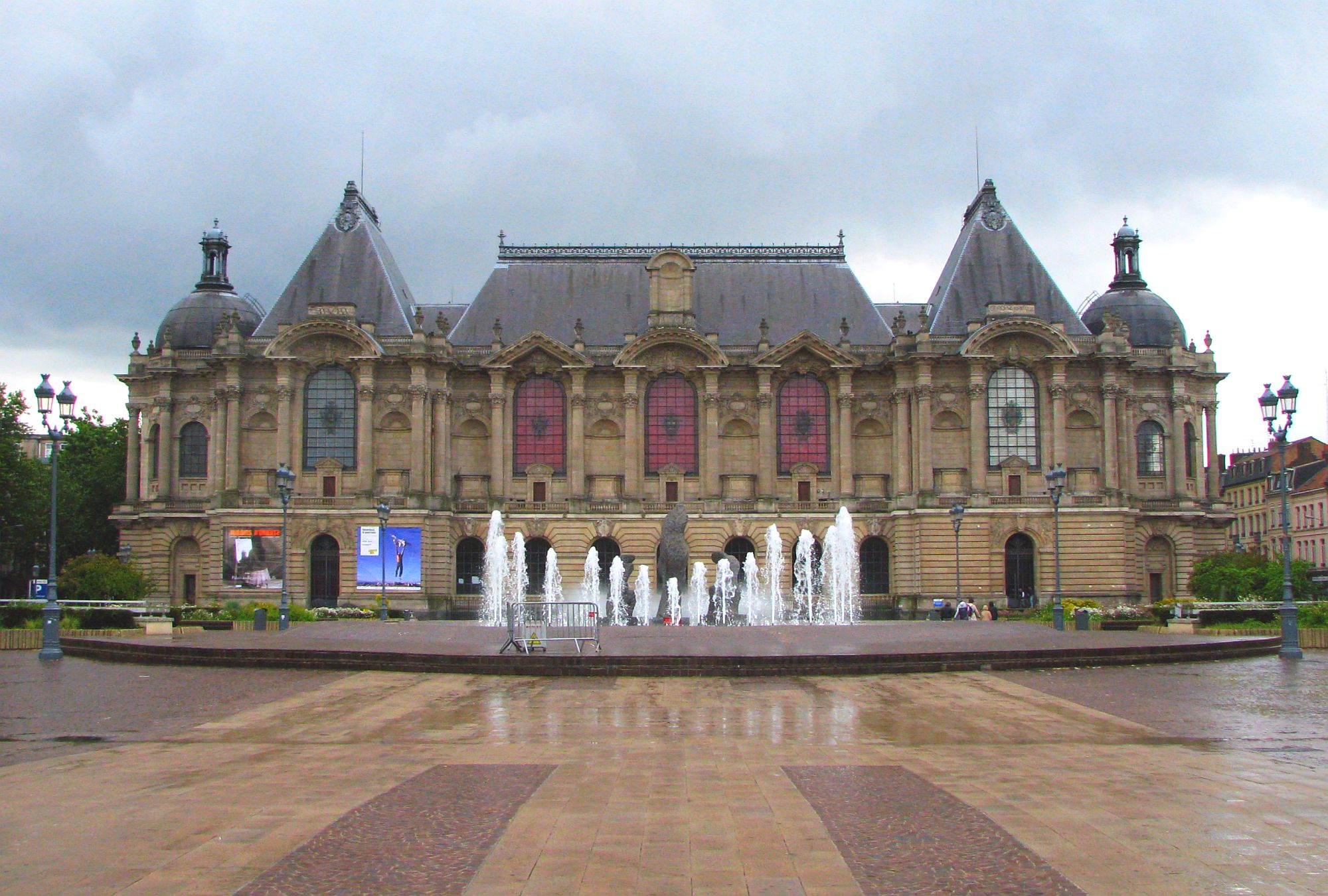
Musée Palais des Beaux Arts (Place de la Republique – Photo 2011)

## Sport
1997 hatte sich der Großraum Lille vergeblich für die Olympischen Spiele 2004 beworben. Lille war einer der Austragungsorte der Rugby-Union-Weltmeisterschaft 2023.
Der Fußballclub OSC Lille Métropole (LOSC) spielt in der ersten französischen Liga und nahm in der Saison 2005/2006 an der UEFA Champions League teil, wo er Manchester United in der Gruppenphase hinter sich ließ. 2011 gelang es dem Verein, sowohl die Meisterschaft als auch den französischen Pokal zu gewinnen. 2021 erfolgte der erneute Gewinn der französischen Meisterschaft.
Lille MHC ist ein bedeutender Hockeyclub.

## Wirtschaft und Infrastruktur

### Wirtschaftszweige
Das Ballungsgebiet um Lille, Roubaix und Tourcoing ist traditionell ein wichtiges Zentrum der Textilindustrie.
In Lille existieren 8.341 Betriebe (im Großraum 31.496), von denen 57 % im Dienstleistungsbereich tätig sind, 34 % im Handel und 9 % in der Industrie. Dabei dominieren mit 90 % Kleinbetriebe mit weniger als 10 Beschäftigten.
Die Region in und um Lille ist darüber hinaus für ihren Maschinenbau bekannt. Ein Traditionsunternehmen des Lokomotivbaus war die 1865 gegründete Compagnie de Fives-Lille pour Constructions Mécaniques et Entreprises, die nach verschiedenen Fusionen in der Fives Group aufgegangen ist. Rund um Lille befinden sich heute zahlreiche Werke der französischen Automobilindustrie und eines von Toyota.
Alle zwei Jahre findet in Lille die SIFER, eine Messe für die Bahnindustrie und die Transport- und Logistikbranche statt.

### Stadtentwicklung
Das 1994 fertiggestellte städtische Entwicklungsprojekt Euralille, das drittgrößte Business-Viertel Frankreichs mit dem Zentrum des neuen TGV-Bahnhofs, hat eine lange Debatte unter Bürgern Lilles ausgelöst.

### Verkehr

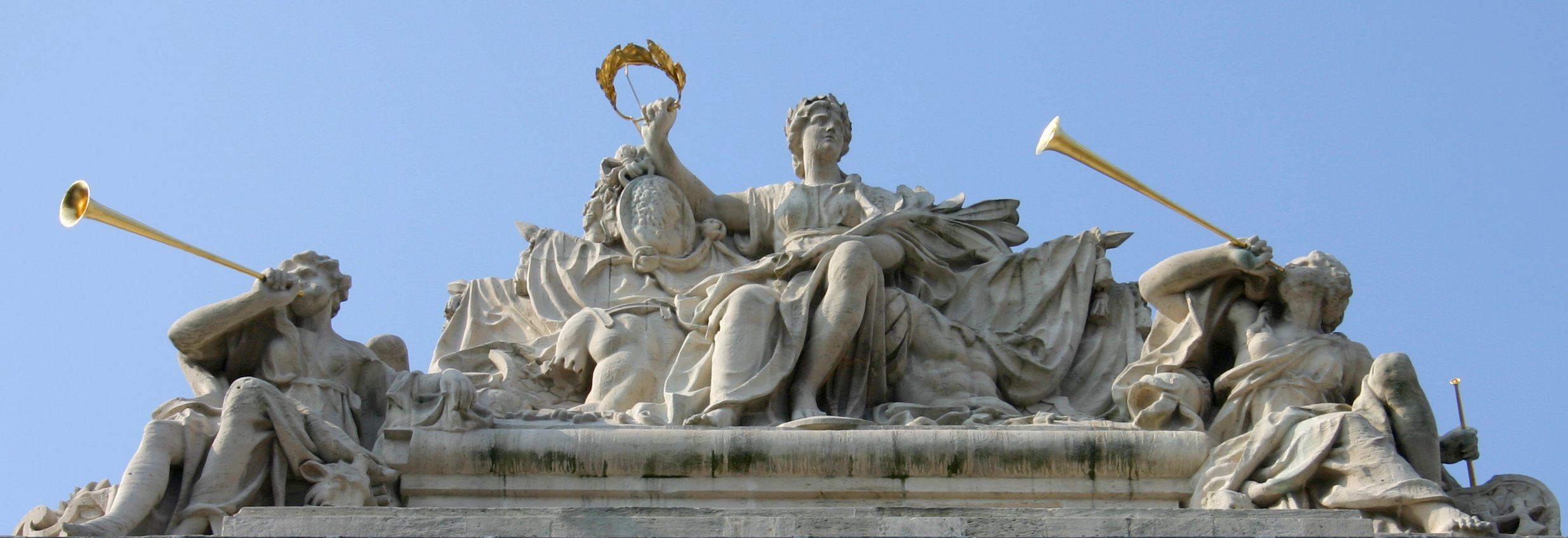
Bekrönung des Pariser Tores, 1685/92, Lille, zur Glorifizierung der Einnahme Lilles durch Ludwig XIV., 1667

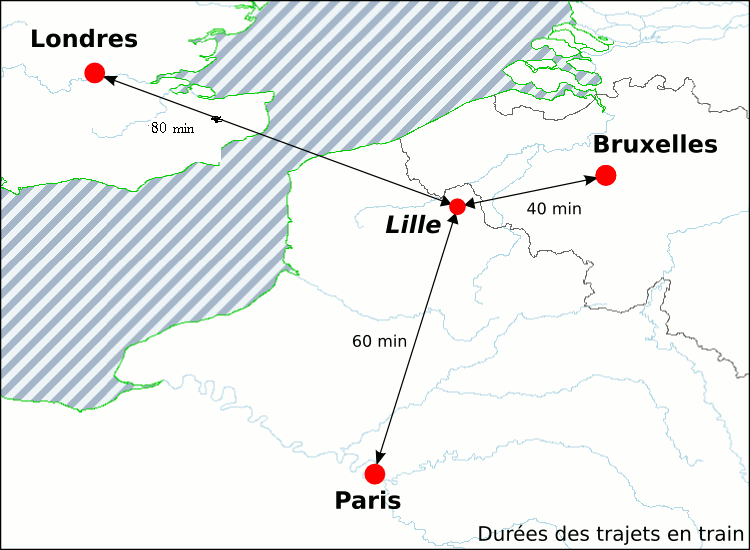
Lage von Lille im europäischen Eisenbahnnetz

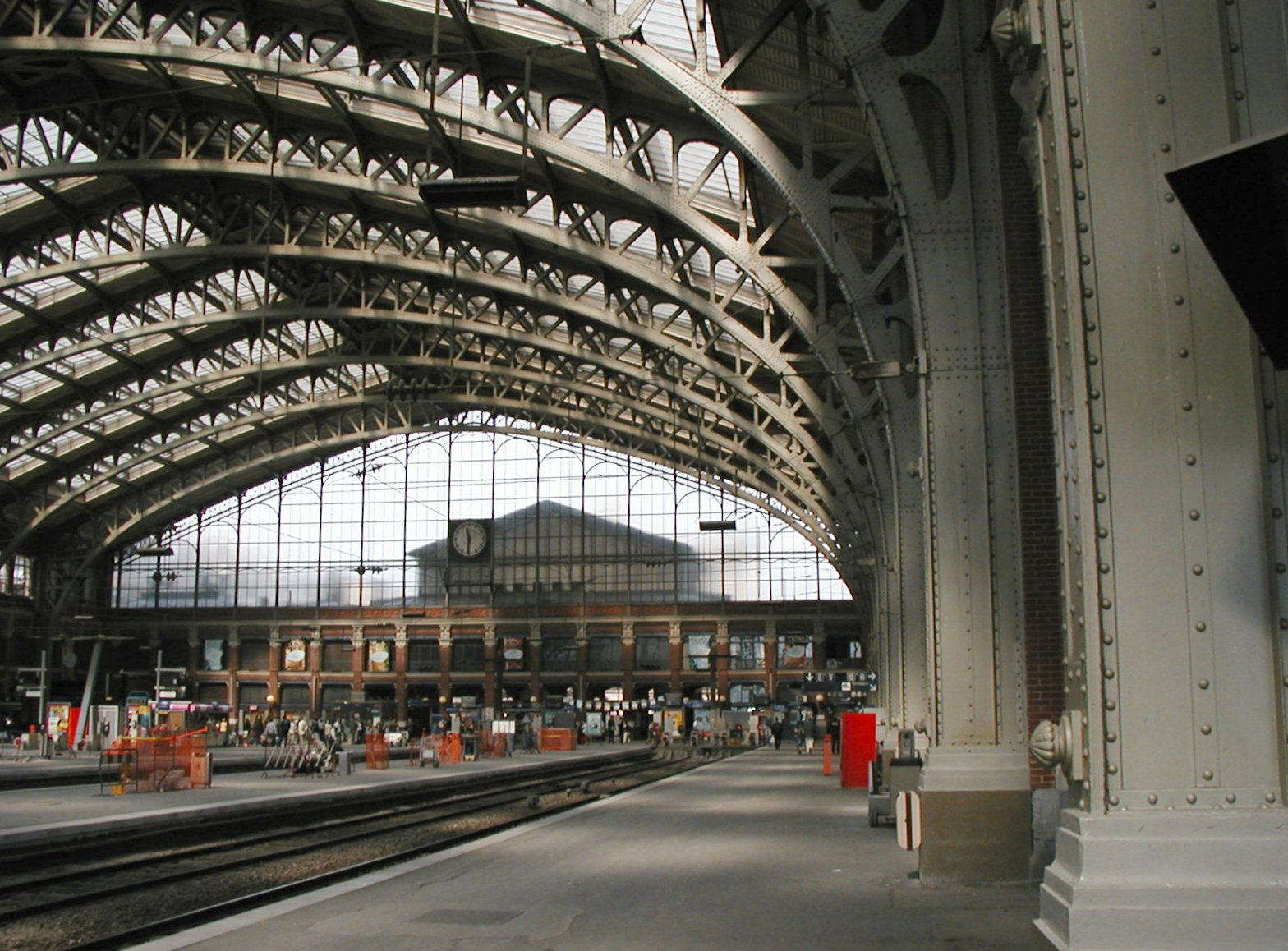
Bahnhof Lille-Flandres

Lille ist ein wichtiger Kreuzungspunkt im Hochgeschwindigkeitsnetz der europäischen Eisenbahnen.
Die beiden wichtigsten Bahnhöfe sind der Bahnhof Lille-Flandres, Endpunkt der Bahnstrecke Paris–Lille, und der Bahnhof Lille-Europe an der LGV Nord (Schnellfahrstrecke Paris – Calais).
Hier halten TGV- und Eurostar-Züge in Richtung London, Paris und Brüssel. Pläne der Deutschen Bahn, ICE bis Köln, Frankfurt (Main) und Amsterdam fahren zu lassen, werden derzeit nicht weiterverfolgt.
Lille besitzt auch eine der ersten und längsten automatischen U-Bahnen der Welt. Diese wird wie auch die Straßenbahn Lille (Tramway) und die Omnibusse vom Departements-Nahverkehrsunternehmen Transpole betrieben.
Fünf Autobahnen tangieren die Stadt und verbinden sie mit Antwerpen (A22), Brüssel (A27), Valenciennes (A23), Paris (A1) und Calais (A25).
Südöstlich der Stadt liegt der Flughafen Lille, der ca. 900.000 Passagiere pro Jahr mit innerfranzösischen Direktverbindungen und Charterverkehr verzeichnet. Er ist zudem der drittgrößte Frachtflughafen in Frankreich mit ungefähr 55.000 Tonnen Fracht im Jahr. Der Flugplatz Lille-Marcq-en-Barœul hat keine wirtschaftliche Bedeutung. Der 30 Kilometer westlich gelegene Flughafen Merville-Calonne wird von der IHK Groß-Lilles betrieben.
Der Hafen an der Deûle ist nach den Häfen Paris und Strasbourg der drittgrößte Binnenhafen Frankreichs.

### Bildung
In der Stadt oder in unmittelbarer Nähe befinden sich vier Universitäten mit insgesamt etwa 110.000 Studierenden, nämlich die drei seit 1970 getrennten staatlichen Universitäten Universität Lille I mit technisch-naturwissenschaftlicher Ausrichtung, Universität Lille II mit den Fachrichtungen Wirtschaft, Recht, Medizin und Sport, Universität Lille III mit den geisteswissenschaftlichen Fachrichtungen. Diese sind im Hochschulverbund der Université Lille Nord de France organisiert, der auch noch über andere Standorte im weiteren Umfeld bis hin nach Arras verfügt. Hinzu kommt als vierte die Katholische Universität Lille. Im unmittelbar benachbarten Villeneuve-d’Ascq ist die 1854 gegründete, zur Universität Lille I gehörende École Centrale de Lille angesiedelt, eine berühmte französische Ingenieurschule mit ca. 1500 Studierenden im Verbund der Grandes écoles; ferner die größte private französischen Managementschule, die SKEMA Business School mit etwa 7.000 Studierenden und mehreren internationalen Zweigstellen. EDHEC Business School und IÉSEG School of Management sind in der Stadt. Des Weiteren hat in Lille die Musikhochschule Conservatoire de Lille ihren Sitz. Daneben befinden sich in Lille mehrere andere tertiäre Bildungs- und Weiterbildungseinrichtungen.

## Persönlichkeiten
Berühmt gewordene Töchter und Söhne von Lille sind unter anderem die französische Königin Isabella von Hennegau, der Künstler Anthonie Waterloo, der General Louis Léon César Faidherbe, der Physiker und Nobelpreisträger Jean-Baptiste Perrin, der Präsident Charles de Gaulle sowie der Schauspieler Philippe Noiret.